# VII. Leó pápa
VII. Leó (latinul: Leo), (? – 939. július 13.) lépett fel a pápai trónra a történelem folyamán 128.-ként 936. január 3-án. A 10. század viharai az ő pontifikátusa alatt is tomboltak, bár a kérlelhetetlen világi befolyás ellen lassú reformok indultak. Leó óvatosan próbált lavírozni nagylelkű segítője, II. Alberik és a politikai önállóság közötti kényes utakon.

## Élete
Rómában született, majd a papi hivatást választva először a római Szent Sixtus-templom presbitere lett, majd a bencés szerzetesek közé állt. A pápaválasztó zsinaton II. Alberik nyomására választották meg a keresztény egyház fejének 936. január 3-án. 

Pontifikátusa során igyekezett leküzdeni Alberik befolyását, de ez csak kis részben sikerült, és a magát a rómaiak hercegének és szenátorának nevező Alberik továbbra is ragaszkodott ahhoz, hogy nemcsak a világi, hanem az egyházi kérdésekben is döntsön. Itália királya, Hugó rossz szemmel nézte Alberik önkényes uralmát Róma felett, ezért hadat üzent neki, ha nem ismeri el őt uralkodójának. Leó a makacs herceg helyett is igyekezett békét teremteni, és azonnal futárt küldött Cluny-be az apátságba, hogy Odó főapátot magához hivassa. Leó tudta, hogy Odó kiváló kapcsolatokat ápol mindkét uralkodóval, ezért remélt tőle békés megoldást. Mire az apát Rómába érkezett, Hugó már ostromolta a város falait. Az egyházfő és Odó közbenjárására hamarosan sikerült kibékíteni Alberiket és Hugót. A megegyezés szerint Alberik megtarthatja címét, ha elismeri Hugó uralmát és elveszi annak leányát, Aldát. A római szenátor beleegyezett a békébe. 

Leó bullái leginkább különböző monostoroknak biztosítottak kiváltságokat, de akadt köztük egy, amely a mainzi érseknek, Fredericknek szólt. A pápa ebben a bullájában az érseket ruházta fel Németország vikáriusává, vagyis az egyházfő legfőbb képviselőjévé, aki az egész német egyház felett pásztorkodik. Ez tetőzte be I. Virág Henrik uralkodó egyházrendezését. Emellett megtiltotta a zsidók erőszakos térítését is. 939. július 13-án halt meg.

## Művei
- Documenta Catholica Omnia (latin nyelven). (Hozzáférés: 2011. december 6.)

## Online források
- http://lexikon.katolikus.hu/L/Le%C3%B3,%20VII..html